# بونیفاس چهارم

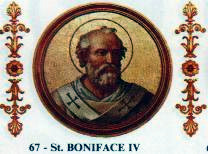

پاپ بونیفاس چهارم  (به انگلیسی: Pope Boniface IV) یکی از پاپ‌های کلیسای کاتولیک رم بود که در مارسی به دنیا آمد و بین سال‌های ۶۰۸ تا ۶۱۵ میلادی پاپ بود.